# Superhrana
Superhrana, najhrana, najživila ali superživila je izraz, kamor prištevamo živila, ki so predvsem hranljiva ali kako drugače koristna za zdravje in dobro človekovo počutje. V teh živilih moramo najti različne vitamine, minerale, fitokemikalije, encime, esencialne aminokisline, antioksidante, maščobne kisline in vse snovi, ki, če jih uživamo, dokazano pripomorejo k boljšemu počutju ter zdravju.
Uradna definicija izraza ne obstaja, zato se mu očita pogosta zloraba v trženjske namene.
Med najhrano sodijo različna živila, tako tista, ki jih najdemo na Slovenskem (npr. kopriva, regrat, borovnice idr.) kot tista, ki rastejo na drugem koncu sveta (maca, acai jagode, spirulina, chlorella, goji jagode, chia semena ...).
Pri uživanju najživil je pomemben način, kako je bilo živilo pridelano ter pripravljeno za shranjevanje. Pomembno je, da so živila presna (v procesu predelave niso bila segrevana pri temperaturi, ki preseže 47 °C), saj le tako zagotovimo, da se hranilne snovi in encimi v živilih ohranijo.
Superživila lahko razdelimo v različne skupine: 
1. Alge
2. Sadje
3. Zelenjava
4. Stročnice
5. Ribe
6. Gobe
7. Semena

1. ↑  »Najživila za dober imunski sistem«. Aktivni.si. Pridobljeno 21. oktobra 2016.
2. ↑  »Super živila - hrana, ne zdravila«. Arhivirano iz prvotnega spletišča dne 1. maja 2015.